# Gardneria nutans
Gardneria nutans là một loài thực vật có hoa trong họ Mã tiền. Loài này được Siebold & Zucc. mô tả khoa học đầu tiên năm 1846.